# Pedro Antonio Torres
Pedro Antonio Torres Jordi (Tarragona, 1843-Espluga de Francolí, 1901) fue un político, periodista y dramaturgo español, primer director del periódico La Vanguardia y varias veces diputado a Cortes.

## Biografía
Nació el 29 de junio de 1843 en Tarragona. Destacó como político, si bien también escribió obras de teatro: en su producción dramática, además de La clau de casa, su creación más celebrada, figuraron títulos como Lo full de paper, La verge de la roca, La llantia de plata, Lo combat de Trafalgar y Lo mestre Feliu.
Activo periodista, ejerció como primer director del periódico La Vanguardia. Se desempeñó como gobernador civil y ocupó cargos de importancia en la península ibérica y en Cuba. Fue alcalde de Tarragona entre abril y junio de 1881 y ocupó en varias ocasiones escaño de diputado a Cortes, siempre por distritos catalanes, entre 1872 y 1896.
Fue director general de Beneficencia y Sanidad entre 1882 y 1884.
Falleció en Villa Torres, una finca de recreo ubicada en el municipio de la Espluga de Francolí, el 2 de octubre de 1891. Era miembro del partido liberal, si bien, al parecer, al final de su vida habría ingresado en el partido conservador, según cuenta el periódico El Diluvio en un artículo necrológico en el que se describe a Torres como «el gran cacique de Tarragona».